# Liste der Bodendenkmale in Vahlde
In der Liste der Bodendenkmale in Vahlde sind alle Bodendenkmale der niedersächsischen Gemeinde Vahlde aufgelistet. Die Quelle ist der Denkmalatlas Niedersachsen. 
Der Stand der Liste ist der 28. November 2024.
Allgemein

Vahlde im Landkreis Rotenburg (Wümme)

In den Spalten finden sich folgende Informationen des Bodendenkmales:
Lagegeographische Koordinaten
BezeichnungBezeichnung lt. Denkmalatlas
BeschreibungBeschreibung lt. Denkmalatlas
IDObjekt-ID
BildBild, ggf. zusätzlich mit Link zu weiteren Fotos im Medienarchiv Wikimedia Commons.

## Vahlde
| Lage                        | Bezeichnung         | Beschreibung | ID       | Bild |
| --------------------------- | ------------------- | --- | -------- | ---- |
| 53° 10′ 12″ N, 9° 36′ 34″ O | Vahlde 2, Grabhügel | Durchmesser ca. 15 m und Höhe ca. 0,6 m. Flach gewölbt, auslaufender Rand. Unebene Oberfläche mit einigen Eingrabungen und Kaninchenlöchern.                                                                                         | 28924708 | BW   |
| 53° 10′ 13″ N, 9° 36′ 33″ O | Vahlde 3, Grabhügel | Dm. 18 m, an der Ost-Seite durch Fahrspur abgetragen, daher in Ost-West-Ausrichtung 12 m L., H. 1 m. Rand schwach abgesetzt. An Ost-Seite zum Zentrum hin Eingrabung von 2 m Dm. Oberfläche uneben, von Kaninchenlöchern durchsetzt. | 28924709 | BW   |